# Извольская, Елена Александровна
Еле́на Алекса́ндровна Изво́льская (12 августа 1896, Тегернзе, Германия — 24 декабря 1975, Колд-Спринг, штат Нью-Йорк, США) — видный деятель русского католичества XX века в эмиграции, участник движения католиков византийского обряда в Зарубежье, писатель, переводчик, журналист, профессор Фортдемского университета и русского центра при нём, основатель экуменического центра, деятель Русского апостолата, Облат бенедиктинского монастыря Regina Lourdes в США с именем Ольга O.S.B.

## Биография
Родилась в 1896 году в семье дипломата Александра Извольского и графини Маргариты Карловны Толь, дочери посланника Карла Толь. Племянница бывшего обер-прокурора Святейшего Синода, протоиерея Петра Извольского. Получила домашнее образование и детство провела в Италии, Германии, Японии, Дании и Петербурге (по местам службы отца-дипломата).
В день объявления Первой мировой войны — проездом в Берлине, возвращаясь из России к семье в Париж. Далее до 1941 года проживала во Франции, где занималась литературной и журналистской деятельностью. В Париже была дружна с Мариной Цветаевой, Александром Керенским, а также с философами Николаем Бердяевым и Жаком Маритеном, на чьих домашних философских встречах она часто присутствовала.
В 1923 году приняла католичество, была прихожанкой Русского католического прихода св. Троицы в Париже.
В 1931 выехала с матерью в Нагасаки (Япония), где вышла замуж за барона Рольфа Рудольфовича Унгерн-Штернберга, бывшего временного поверенного России в Португалии и переводчика на немецкий язык книги о Распутине, написанной Жозефом Кесселем в соавторстве с Извольской в 1925 году. После венчания в католическом соборе Нагасаки Извольская проживала с мужем в Японии под именем баронессы Унгерн-Штернберг. Брак оказался несчастливым и продлился менее двух лет. В конце 1932 Извольская вернулась в Париж и стала использовать имя, под которым была известна ранее.
С 1941 года — в США, переезду способствовал Александр Керенский и общество ХИАС. Активная прихожанка русского католического прихода византийского обряда в честь св. Михаила Архангела в Нью-Йорке.
В 1944 году — одна из основательниц католической экуменической общины.
Преподаватель Фордемского университета и русского центра при нём, где среди её учеников был Роберт Тафт.
Познакомилась с журналистом и общественным деятелем Дороти Дэй, присоединилась к созданному ей американскому социально-христианскому Движению католических рабочих.
В 1974 году поселилась неподалёку от мужского бенедиктинского монастыря Божией Матери Воскресения (Our Lady of the Resurrection) в Колд Спринг, где основала Центр русской культуры «Центр святого Сергия и святого Бенедикта».
Похоронена на кладбище в городе Тиволи, в окрестностях Колд-Спринг, США, будучи облаченной в бенедиктинский хабит как облат ордена с именем Ольга.

## Творчество
Сотрудничала с французской периодикой духовного направления, занималась переводами на русский язык, французский и английский. Переводила произведения Ивана Гончарова, Алексея Ремизова, Бориса Пастернака, Осипа Мандельштама, Николая Бердяева.
В 1946 году — соосновательница и редактор журнала «Третий час» («The Third Hour») в трех версиях: на русском, английском и французском языках. Всего издано десять номеров, последний за 1976 год ей же посвящен. Среди сотрудников журнала был Александр Казим-Бек, который вспоминал о других с кем создавала журнал Извольская, с:

музыкантом Артуром Лурье, врачом и писателем Василием Яновским и Ирмой де Манзиарли… Первый номер вышел в июне 1946 г. На обложке был изображен голубь — рисунок Елизаветы Лурье. Журнал призывал к «духовному единству» своих друзей, знакомых и незнакомых, знающих, что в душах, какими бы разными они ни были, обитает Единый Дух.
Писала статьи для «Католической энциклопедии».
С 1961 по 1975 годы вела разделы в газетах «Католическое слово» и «Католический работник».

## Переводы
С английского:
- Федотов Г. Сокровища русской духовности. Нью-Йорк, 1948. (Treasury of Russian Spirituality, 1948)
- Ельчанинов А. Дневник русского священника. Лондон, 1967.
- Бахтин М. Рабле и Мольер. Кембридж, 1968.

## Труды
- Les Rois Aveugles. 1925 (В соавторстве с Жозефом Кесселем) (Переведена на немецкий («Die blinden Herrscher. Ein Roman um Rasputin», 1926) и английский («Blinded kings», 1926) языки)
- La vie de Bakounine. P., 1930. 290 p.
- Душа России
- Свет перед сумерками: Русские католики во Франции 1923—1941. (1942 — на английском языке, переведена на французский и португальский языки).
- Soul of Russia. N. Y., 1943. 200 p.
- Христос в России: История, традиции и жизнь Русской Церкви.
- Чествование христианского востока в Фордемском университете // Новое Русское Слово, 18.12.1951.
- Американские святые и подвижники. N. Y.: Russian Center of Fordham University, 1959. 199 р.
- Christ in Russia. Milwaukee, 1960. 213 p. (переведена на японский язык).
- Явление Гваделупской Божией Матери. Нью-Йорк, 1969.
- No Time to Grieve: An Autobiographical Journey from Russia to Paris to New York. By Helene Iswolsky. Foreword by Marguerite Tjader. Philadelphia, Penn.: Winchell, 1985. xix, 297 pp.